# أولا فيرتانن
أولا فيرتانن (بالفنلندية: Ulla Virtanen) هي صحفية وممثلة فنلندية، ولدت في 5 أبريل 1980 بريهيماكي في فنلندا.

## وصلات خارجية
- أولا فيرتانن على موقع IMDb (الإنجليزية)
- أولا فيرتانن على موقع قاعدة بيانات الفيلم (الإنجليزية)